# Pier (Inden)

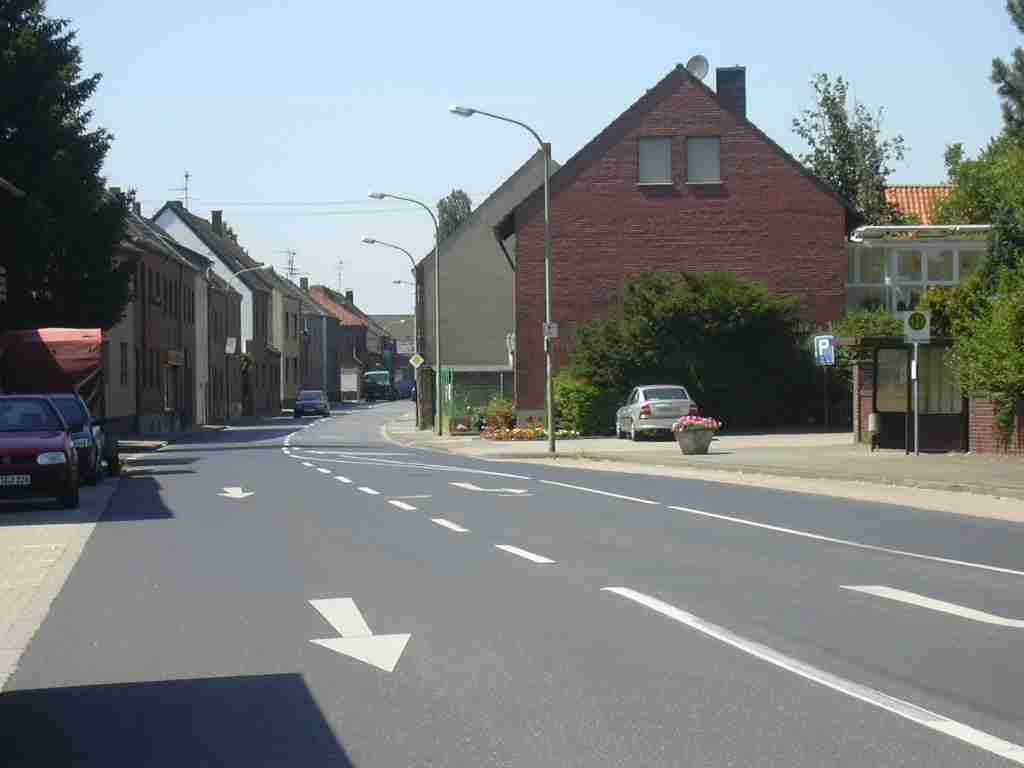
Ortsdurchfahrt Höhe Friedhof

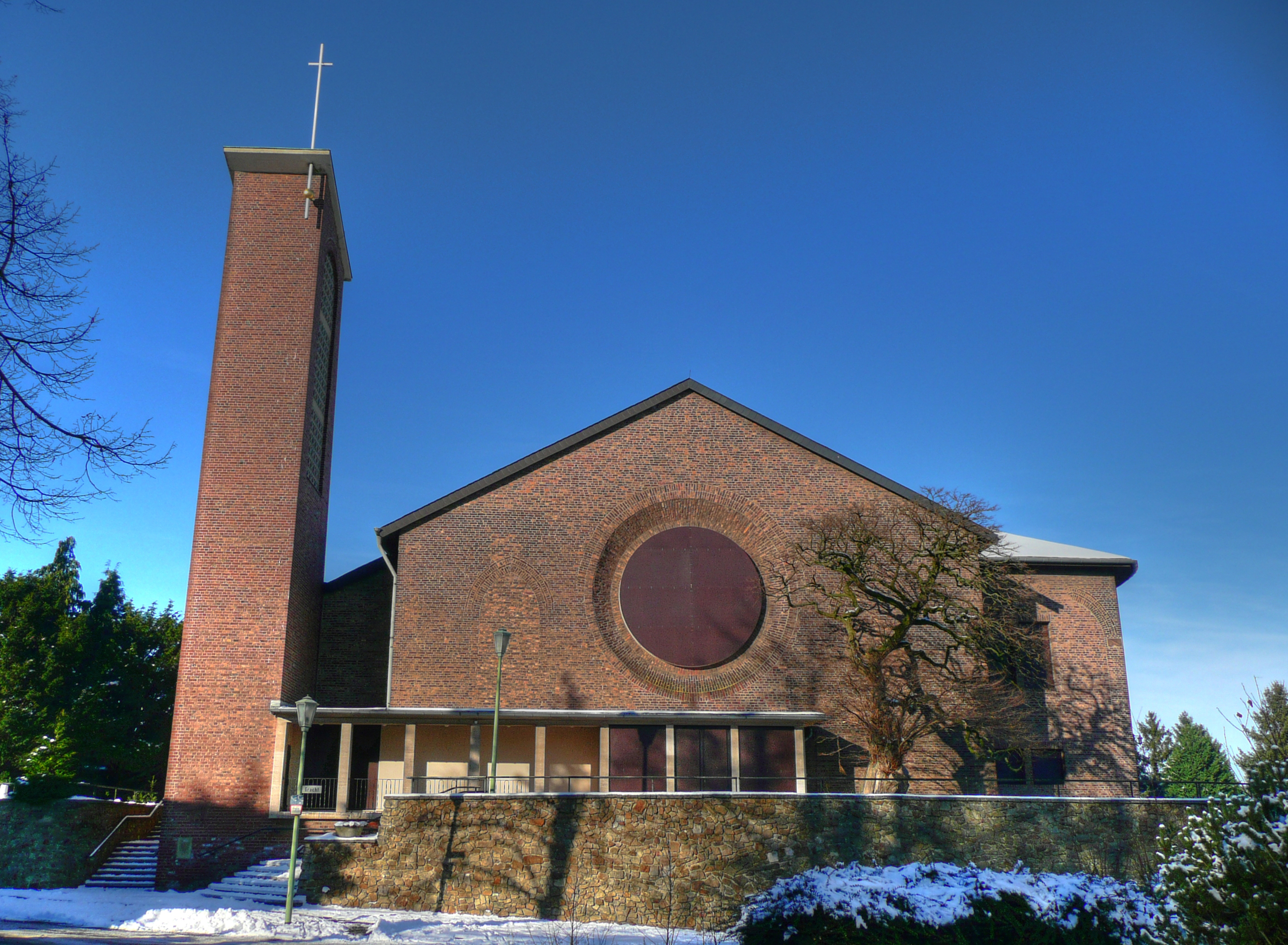
Katholische Pfarrkirche

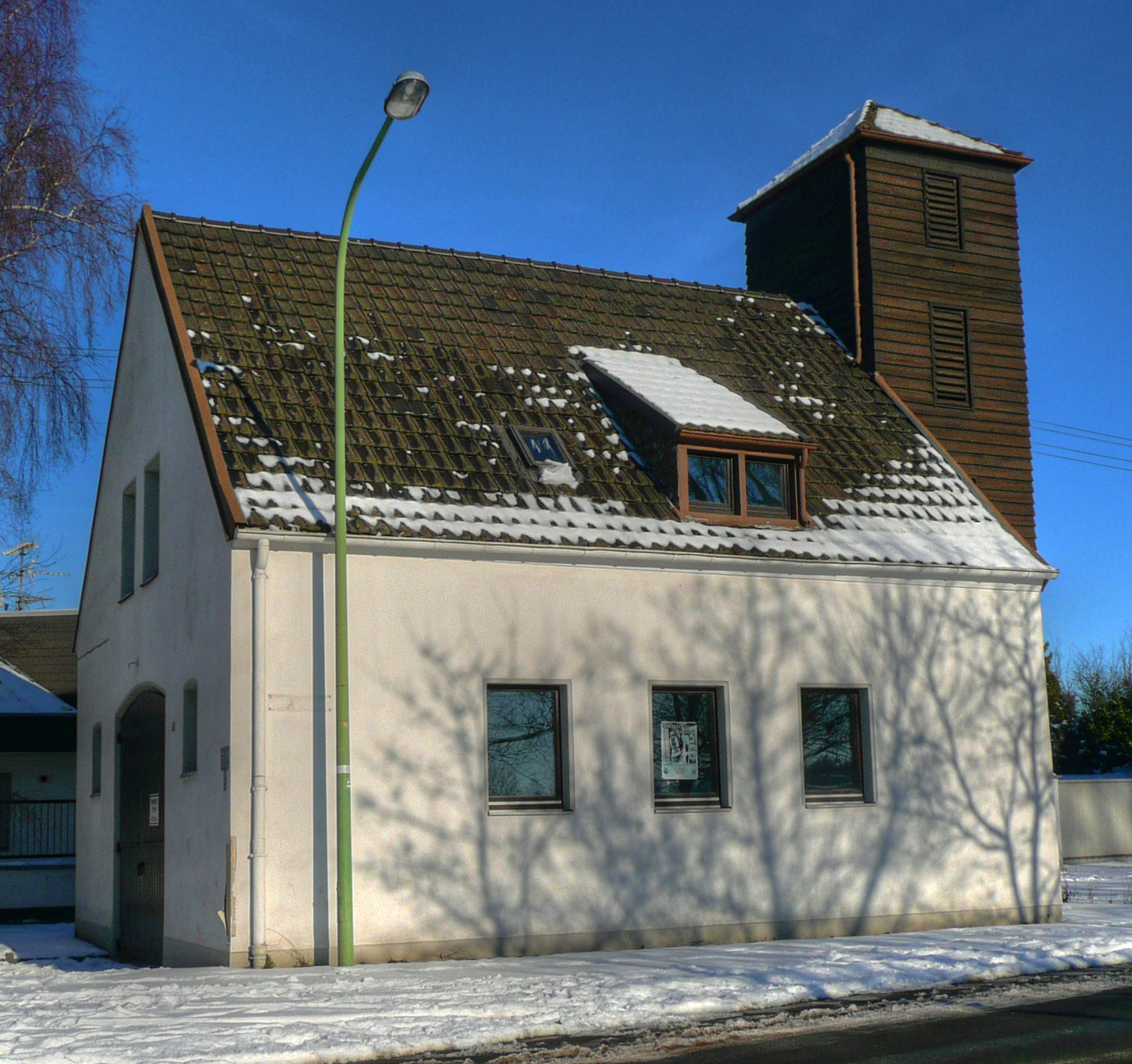
Feuerwehrhaus

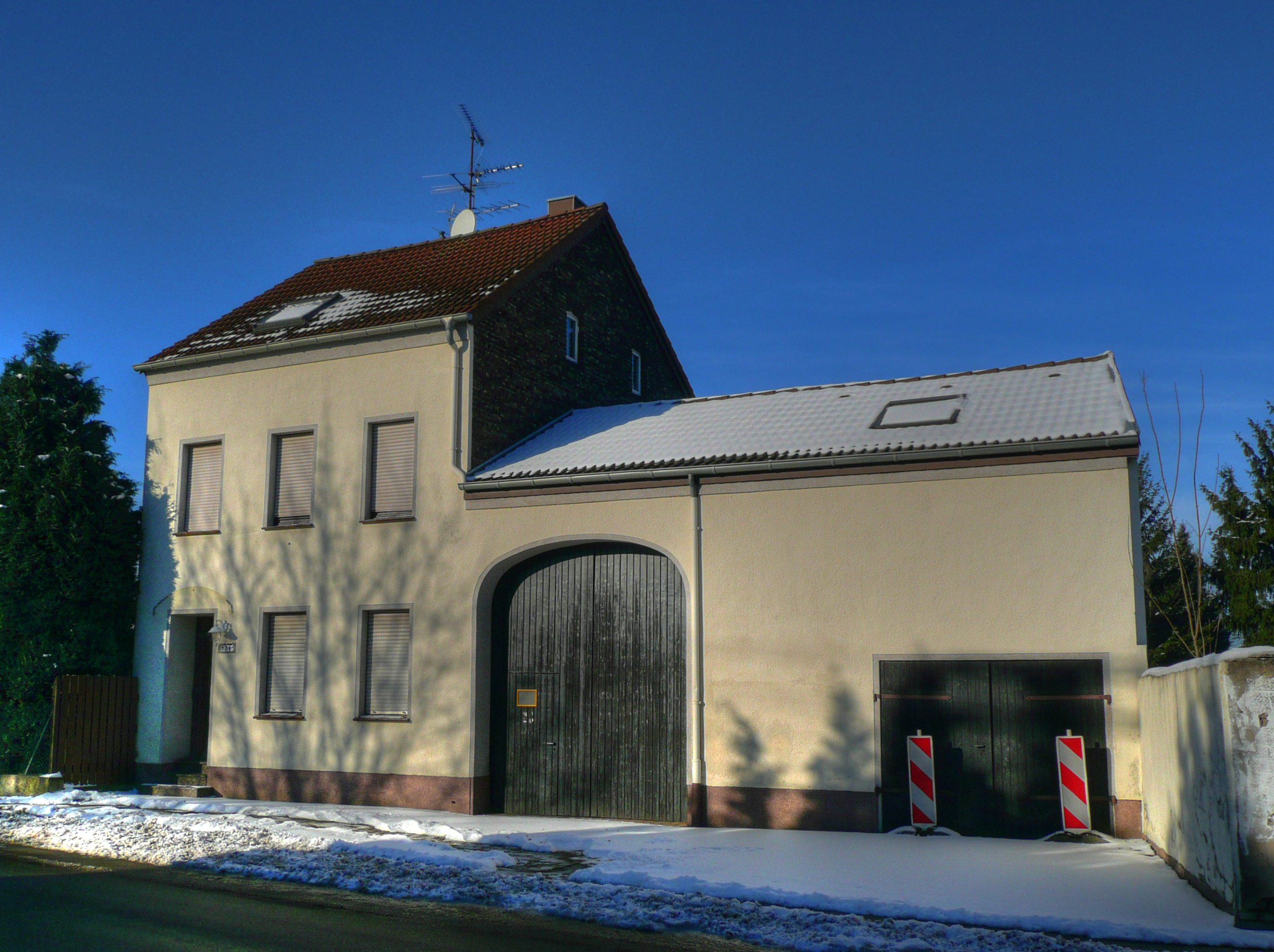
Verlassenes Anwesen in Pier, zuletzt Getränkehandel Gareis, 2010 nach Düren umgezogen und mittlerweile geschlossen

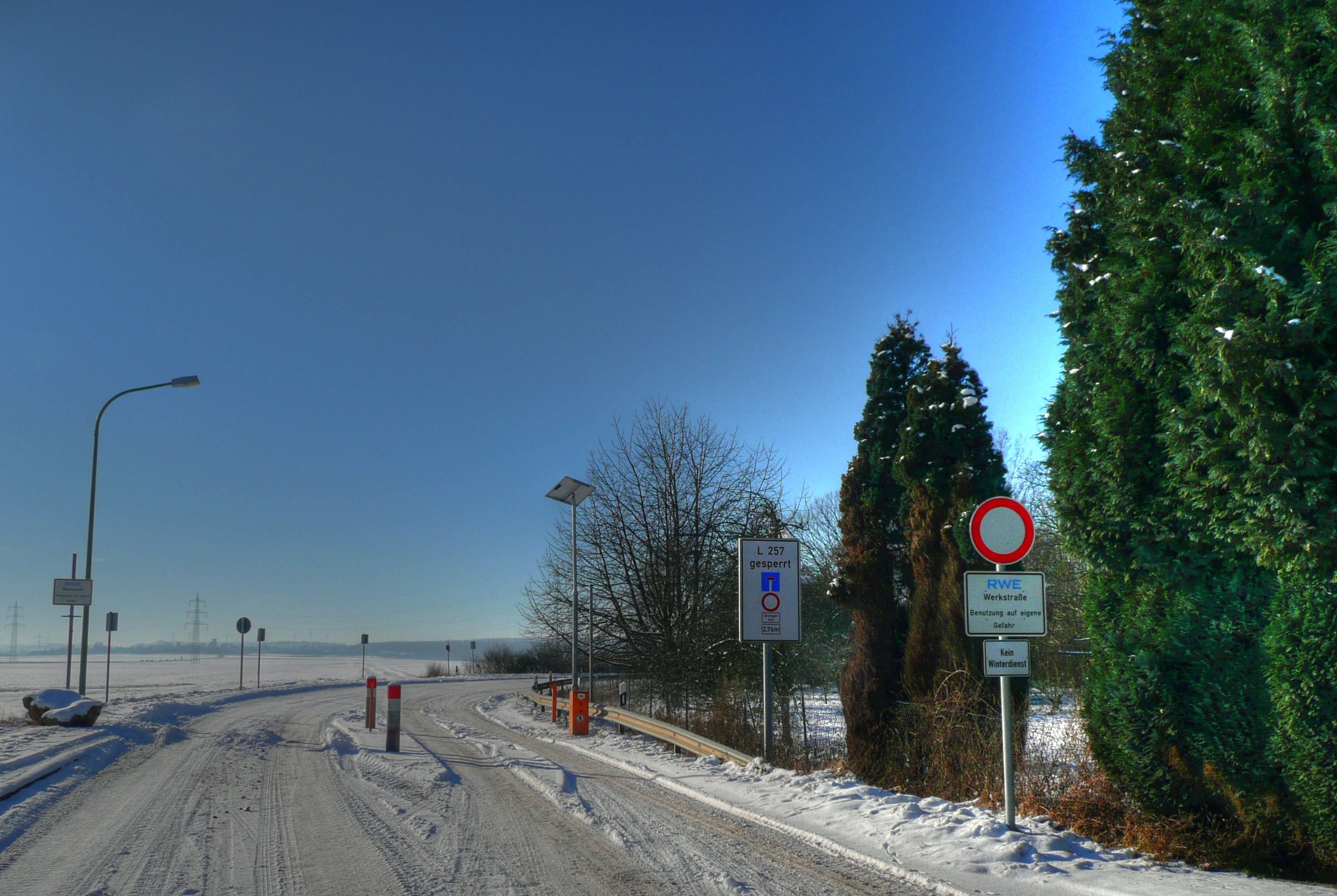
Ortsausgang Richtung ehem. Inden (ehem. B56) im Jahr 2009

Pier war ein Ortsteil der Gemeinde Inden im Kreis Düren, Nordrhein-Westfalen.

## Allgemeines
Bei Pier handelte es sich um ein Straßendorf auf der Echtzer Lößplatte in der niederrheinischen Bucht. 
Der Ort lag an der ehemaligen B 56 von Inden nach Merken und der Landstraße von Lucherberg nach Schophoven. Pier gliederte sich in drei Teile: Das eigentliche Pier, das ursprünglich aus Pier und Bonsdorf bestand, sowie Pommenich am Ortsrand und Vilvenich an der Straße nach Merken. Alle drei fielen 2014 bis 2015 dem Braunkohletagebau Inden zum Opfer; allein das nahe Krauthausen gelegene Gewerbegebiet blieb verschont.
Die offizielle Ersatzsiedlung liegt in Jüngersdorf bei Langerwehe, erhebliche Teile der Bevölkerung haben sich jedoch auch in Schophoven und Lamersdorf niedergelassen.

## Geschichte
Römische Siedlungen konnten schon nachgewiesen werden. Die ersten schriftlichen Quellen datieren von 873. In einer Urkunde wurde die Gründung des adligen Stiftes Gerresheim bestätigt. In dieser Urkunde hat die erste Äbtissin Regenberga sich die Kirche in Pier mit der Hälfte des Zehnten vorbehalten.
Im 14. Jahrhundert wurde Pier erstmals als Hauptort des Dingstuhles Pier-Merken erwähnt. Dieser Dingstuhl wurde erst 1794 aufgelöst, also während der französischen Besatzung des Rheinlandes.
Pier bestand bis 1806 aus zwei einzelnen Dörfern: Pier und Bonsdorf. Beide Orte hatten einen eigenen Pfarrbezirk mit Kirche und Friedhof. 1844 wurde die alte Bonsdorfer Kirche abgerissen; der Friedhof blieb jedoch bestehen. Beerdigt wurde hier noch bis 1947. Bonsdorf umfasste lediglich die spätere Bonsdorfer Straße und die Jakobstraße sowie Haus Pesch.
Ab 1908 war Pier Endpunkt der meterspurigen Bahnstrecke von Düren und Birkesdorf der Dürener Eisenbahn. 1927 wurde die Strecke bis Inden verlängert. Der Bahnverkehr wurde am 30. Juni 1965 endgültig eingestellt und durch eine Buslinie ersetzt. Zuletzt verkehrte die Linie 216 der Dürener Kreisbahn mindestens im Stundentakt zwischen Düren und Inden.
Am 1. Januar 1972 wurde Pier nach Inden eingemeindet. Eine kleine Fläche mit damals nur fünf Einwohnern wurde in die Gemeinde Niederzier umgegliedert.
Aufgrund der geplanten Beanspruchung durch den Tagebau, der sich von Nordwesten auf den Ort zubewegte, begann am 1. März 2005 die Umsiedlung. Zuvor waren bereits die Nachbarorte Inden und Altdorf umgesiedelt und zu diesem Zeitpunkt bereits zum Teil abgerissen worden. Von 1291 Einwohnern (Stand 31. Dezember 2005) sank die Einwohnerzahl auf 486 (Stand 30. Juni 2008). Im Mai 2010 wohnten nur noch 50 bis 70 Personen im sterbenden Ort. 
Am 20. Dezember 2013 wurden die Zufahrtswege sowie die Straßen und Wege im Ort entwidmet, sodass er nicht mehr erreichbar war. Anschließend erfolgte der vollständige Rückbau. 
Der Tagebau erreichte die ehemalige Ortslage im Jahr 2014; alle Gebäude wurden bis dahin abgerissen.

## Bedeutende Bauwerke
In Pier befand sich die römisch-katholische Pfarrkirche St. Mariä unbefleckte Empfängnis, eine ehemalige Synagoge sowie die Herrenhäuser Haus Pesch und Haus Verken.
→ siehe auch Liste der Baudenkmäler in Inden (Rheinland)

## Sonstiges
- Pier hatte eine Löschgruppe der Freiwilligen Feuerwehr Inden.
- Im Gewerbegebiet befindet sich die Dürener Sargfabrik.

## In Pier geborene Persönlichkeiten
- Franz Kurtz (1825–1902), Erfinder
- Wilhelm Capitaine (1871–1948), Priester, Pädagoge, Schriftsteller